# 內佛瑞斯特
在英國作家約翰·羅納德·瑞爾·托爾金（J.R.R. Tolkien）的奇幻小說世界中土大陸裡，內佛瑞斯特（Nevrast）是貝爾蘭（Beleriand）西部的一處盆地。
內佛瑞斯特曾是特剛（Turgon）的領地，屬於辛達族和諾多族（Noldor）精靈的家園。後來此地被放棄，最終隨貝爾蘭一起沉落大海。

## 地理
整個內佛瑞斯特盆地都被懸崖和山脈所圍繞，隔著山脈接壤東邊的多爾露明（Dor-lómin）和南邊的西貝爾蘭（West Beleriand）地區。而在西部則是連綿不斷的海邊懸崖，這些懸崖都比其背靠的平地來得高，可能這些懸崖也是一連串山脈。精靈們修建許多階梯，通往懸崖底下的海濱地帶，那裡佈滿許多小海灣和白色的沙灘，上面有不少碼頭用來停置他們的船隻。
在盆地的中央位置有一座稱為林內溫湖（Linaewen）的大湖，湖邊被沼澤所圍繞，有大量鳥類棲息在此。在盆地的最西邊海角屹立著塔拉斯山，山腳建有特剛在內佛瑞斯特的中心城市，凡雅瑪（Vinyamar），此城俯瞰著西邊的貝烈蓋爾海（Belegaer）。從凡雅瑪出發，有道路通往南方法拉斯的港口貝松巴（Brithombar）。

## 名字
內佛瑞斯特（Nevrast）一名是辛達語，意思是「這一岸」Hither shore或「鄰近的海岸」Near shore，用以對比形容阿門洲海岸的名字，希瑞斯特（Haerast，意思是「遙遠的彼岸」Far shore）。
「內佛瑞斯特」原指專吉斯特狹灣（Firth of Drengist）以南的所有海岸線，後來意思變成只形容專吉斯特狹灣至塔拉斯山（Mount Taras）的海岸，並用作地名形容內陸的這塊盆地。

## 總覽
內佛瑞斯特所屬的轄境一直有爭議，地理上由於此地在威斯林山脈（Ered Wetherin）與露明山脈之內，故較接近希斯隆（Hithlum），而氣候上則與西貝爾蘭相似。由於海風的吹拂，這地的氣候溫暖且濕潤，加上又有露明山脈（Ered Lómin）的阻隔，故此不受北風的吹襲，令溫度不如希斯隆一樣寒冷，所以這裡較接近西貝爾蘭的氣候。
這裡也是特剛王國最早的所在地。諾多族返回中土之後，芬國昐家族（House of Fingolfin）獲得了希斯隆作為領土，他的次子特剛帶領自己的子民遷到內佛瑞斯特，在這裡建立統治。直至太陽紀116年，貢多林（Gondolin）在維拉烏歐牟（Ulmo）的指示下終於建成，所有內佛瑞斯特的居民都遷入那裡，自此內佛瑞斯特荒廢，不屬於任何人的領地。
內佛瑞斯特的人口主要是諾多族和辛達族（Sindar）精靈。在遠古之時，邁雅歐希（Ossë）和維拉烏歐牟經常來到這裡，故此有許多辛達族精靈居住在這兩位埃努（Ainur）經常拜透的塔拉斯山附近及沿海地帶。後來這些辛達族精靈承認特剛作為他們的君王，兩族迅速混融，並最終一起遷入貢多林。貢多林落成後，只有伊甸人圖爾（Tuor）曾短暫留居這裡，最後他獲烏歐牟的指引下前去貢多林警告特剛的厄運將臨。此地再次空無一人，直至其毀滅降臨。

## 歷史

### 雙樹紀
在遠古的雙樹紀之時，歐希和烏歐牟經常來到塔拉斯山，因此吸引許多拋棄了前往阿門洲（Aman）的辛達族精靈停居此地。

### 特剛的統治
諾多族返回中土大陸後，他率領子民遷入內佛瑞斯特居住。這裡的辛達族精靈歡迎特剛作為他們的君王，兩族的血脈遂很快混融。特剛在塔拉斯山底下修建了他的宮殿，將之稱為凡雅瑪。此時，他們也山脈底下修建了一條秘密隧道，稱為安農因葛利斯（Annon-in-Gelydh），用以直接通往希斯隆。
特剛後來接到烏歐牟的夢中指示，建立隱藏王國對抗魔苟斯（Morgoth）。他在太陽紀53年發現貢多林所在的谷地，並在十一年後開始修築貢多林。特剛和他的子民繼續居住在內佛瑞斯特直至該地建造完成。116年，貢多林落成，特剛的子民全部遷入貢多林。烏歐牟在內佛瑞斯特現身，指示特剛留下一副盔甲和武器在凡雅瑪的宮殿裡，方便特剛日後認出烏歐牟派來的信使。自此內佛瑞斯特被拋棄，毫無人煙。

### 荒廢之後
內佛瑞斯特不時還出現於貝爾蘭的大事中。473年，魔苟斯派軍進駐此地，作為基地進攻南邊的法拉斯港口（Havens of the Falas）。
495年，伊甸人英雄圖爾從希斯隆經隧道逃到內佛瑞斯特。他留在這裡進行探索，並愛上了大海。春夏之後他回到大海之濱，於秋天時烏歐牟派了七隻天鵝引領他去凡雅瑪，最後在那裡向他現身，指令他穿上特剛留在凡雅瑪的裝備，前去貢多林警告特剛。翌日早上，圖爾發現一位貢多林的精靈水手，沃朗威（Voronwë），他出海尋找阿門洲不成，最後返航時遇上風暴，被海浪拋到內佛瑞斯特的岸邊。圖爾請求他引領自己去貢多林，二人遂起行出發，內佛瑞斯特再次空蕩。
憤怒之戰（War of Wrath）後，內佛瑞斯特與大部份貝爾蘭的地區一樣，都被大海所吞沒。

## 資料來源
1. 1 2 3 4 5 6 7 8 9  《精靈寶鑽》 2002年 聯經初版翻譯 第十四章《貝爾蘭及其疆域》
2. 1 2 3 4  《未完成的故事》 1998年 HarperCollins重印版 "Of Tour and His Coming to Gondolin"
3. ↑  《精靈寶鑽》 2002年 聯經初版翻譯 第十三章《諾多族返回中土大陸》
4. ↑  .   [2011-12-09]. （原始内容存档于2011-11-27）.
5. 1 2 3 4  《中土世界的歷史》 Vol.11《珠寶之戰》 "The Grey Annals"
6. ↑  《精靈寶鑽》 2002年 聯經初版翻譯 第二十三章《圖爾與貢多林的陷落》
7. ↑  《精靈寶鑽》 2002年 聯經初版翻譯 第十五章《諾多族在貝爾蘭》